# Paul Hartley
Paul James Hartley (Hamilton, 19 ottobre 1976) è un allenatore di calcio ed ex calciatore scozzese, di ruolo centrocampista, tecnico dei Cove Rangers.

## Palmarès

### Giocatore

#### Competizioni nazionali
- Scottish First Division: 1

Hibernian: 1998-1999
- Coppa di Scozia: 1

Hearts: 2005-2006
Celtic: 2006-2007
- Campionato scozzese: 2

Celtic: 2006-2007, 2007-2008
- Coppa di Lega scozzese: 1

Celtic: 2008-2009

### Allenatore

#### Competizioni nazionali
- Scottish Third Division: 1

Alloa Athletic: 2011-2012
- Scottish League One: 1

Cove Rangers: 2021-2022